# Bollmaniulus furcifer
Bollmaniulus furcifer är en mångfotingart som först beskrevs av Harger 1872.  Bollmaniulus furcifer ingår i släktet Bollmaniulus och familjen Parajulidae. Inga underarter finns listade i Catalogue of Life.